# Phineas e Ferb: Il film - Candace contro l'Universo
Phineas e Ferb: Il film - Candace contro l'Universo (Phineas and Ferb the Movie: Candace Against the Universe), annunciato come Phineas and Ferb: Il film (The Phineas and Ferb Movie) è un film d'animazione del 2020 diretto da Bob Bowen.
La pellicola, prodotta dalla Disney Television Animation, è basata sulla serie animata di Disney Channel Phineas e Ferb.
È il secondo lungometraggio della serie Phineas e Ferb ed è il sequel indipendente del film del 2011 Phineas e Ferb: Il film - Nella seconda dimensione. Gli eventi del film si svolgono prima dell'episodio finale della serie.

## Trama
Candace, ancora una volta, subisce un altro giorno di tentativi falliti per far mettere in punizione i suoi geniali fratelli Phineas e Ferb. Mentre racconta tutte le sue lamentele a Vanessa, arriva una capsula spaziale e le risucchia. Phineas e Ferb ne sono testimoni e, identificando la targa su di essa, apprendono che proviene dal pianeta Feebla-Oot e reclutano Isabella, Baljeet e Buford per costruire un portale per il pianeta. Esso li reindirizza alla Doofenshmirtz Evil Inc. dove il dottor Doofenshmirtz stava anche lui cercando di costruire un portale dopo aver visto che Vanessa che era stata rapita. Rendendosi conto del malfunzionamento dei portali, usano l'astronave di Doofenshmirtz per viaggiare lì con Perry l'ornitorinco che li segue segretamente.
Candace e Vanessa esplorano l'astronave su cui sono state portate e individuano le capsule di salvataggio. Mentre quest'ultima fugge, Candace viene catturata; comunque entrambe finiscono su Feebla-Oot. La ragazza viene portata dalla leader, la bizzarra Super Super Big Doctor che simpatizza con la situazione di Candace. Anche lei ha due fratelli minori di cui era stanca e ha deciso di venire a Feebla-Oot per governarlo. Big Doctor informa la ragazza che contiene del "Remarkalonium" che è importante per la loro gente, facendo sentire così speciale Candace. All'arrivo, Phineas e Ferb cercano di sistemare le cose con la sorella dandole un regalo che hanno fatto, ma lei li rifiuta e Big Doctor li porta via.
La banda viene imprigionata, che è ciò che Big Doctor aveva fatto ai suoi fratelli, ma Perry li salva. Candace scopre che il "Remarkalonium" è in realtà l'anidride carbonica, che è ciò di cui ha bisogno una pianta di spore di nome Mama in modo che Big Doctor possa controllare i suoi soggetti. La ragazza rivela accidentalmente che la gente della Terra espira anidride carbonica e Big Doctor complotta per conquistare la Terra. Phineas, Ferb e la banda si alleano con gli oppressi Codardi, i precedenti abitanti, e attaccano la città aliena. Big Doctor e il suo esercito fuggono sulla Terra. La banda la segue, ma Doofenshmirtz resta indietro quando scopre che Vanessa è ancora su Feebla-Oot.
La banda raggiunge la Terra in tempo per combattere Big Doctor e il suo esercito. Mentre Isabella, Buford e Baljeet combattono gli alieni, Phineas e Ferb liberano Candace che piange dalla vergogna per come ha trattato i suoi fratelli. Rivelano che il suo regalo è una tazza da caffè che proietta immagini delle loro avventure passate. Anche se Candace potrebbe non essere speciale per il mondo, è speciale per loro. Combattono gli alieni, ma Mama diventa grande e libera le sue spore sulla popolazione. Mentre gli eroi vengono catturati, Candace riesce a raggiungere Big Doctor che ha un'illuminazione sulla sua vita, proprio mentre Mama aumenta di dimensioni e la divora.
I ragazzi combattono con la pianta mentre Doofenshmirtz, Vanessa e Perry tornano avendo utilizzato il Pollo-rimpiazzi-inetor, un gadget che scambia qualcosa con il pollo più vicino o più lontano, per trasportarsi sulla Terra. Candace usa il Pollo-rimpiazzi-inetor su Mama, sostituendolo con il pollo iniziale che hanno usato in primo luogo, e la rimanda a Feebla-Oot. La pianta si rimpicciolisce e sputa Big Doctor che viene catturata dai Codardi. Candace ha la possibilità di arrestare i suoi fratelli quando Linda passa di lì, ma invece le dice di andare a prendere la pizza per loro. La ragazza inizia ad apprezzare veramente i suoi fratelli per tutto ciò che hanno fatto per lei, solo che il film finisce con l'orologio da polso di Perry che si spegne.
In una scena a metà dei titoli di coda, il patrigno di Phineas e Candace e il padre di Ferb, Lawrence, scopre che il portale è ancora nel cortile sul retro e finisce nel laboratorio del dottor Doofenshmirtz che era ancora in fiamme a causa del fuoco del razzo. Ritorna e distrugge accidentalmente il portale, mentre Linda arriva, mancandolo ancora una volta e chiedendosi cosa abbia fatto, a cui Lawrence risponde "Non ne ho idea".

## Produzione

### Sviluppo
Mentre sviluppavano il loro nuovo servizio di streaming, Disney+, la Disney ha contattato i creatori della serie originale Dan Povenmire e Jeff Marsh, andata in onda fra il 2007 e il 2015, e ha chiesto di creare un nuovo film della serie fatto apposta per la piattaforma, in quanto volevano che il servizio avesse "progetti che si rivolgono sia ai bambini che agli adulti, e [lo] show ha un fascino multi-generazionale", con il 47% del loro pubblico costituito da adulti. Sebbene inizialmente non fossero sicuri di fare un film, poiché "[loro] pensavano [di] aver fatto abbastanza con questi personaggi", i due alla fine hanno deciso di sviluppare il film "[realizzando] in un certo senso di averli persi", a cui hanno iniziato a "pensare ad una premessa divertente che sarebbe attraente per tutti, anche per coloro che non avevano familiarità con la serie". Durante la prima settimana di scrittura, gli sceneggiatori hanno escogitato diverse idee per il film, ma sono state tutte scartate, poiché erano già state fatte nella serie. Alla fine arrivarono con l'idea di "una vera storia di salvataggio" in cui Candace viene catturata dagli alieni, e si stabilirono su questo, siccome la serie non ha mai avuto una storia di salvataggio, una storia in cui Candace era il personaggio principale, o una storia che ha messo i personaggi in "posta in gioco". Povenmire e Marsh hanno detto che "[loro] volevano assicurarsi che [loro] avessero qualcosa di nuovo da dire [sui personaggi]" mentre lavoravano al film, ma che non "violava nessuna delle impostazioni e delle regole dei personaggi del loro mondo".
L'11 aprile 2019 è stato annunciato che un nuovo film intitolato The Phineas and Ferb Movie (Phineas and Ferb: Il film) sarebbe uscito su Disney+ entro un anno dal suo lancio. Il film è stato prodotto dalla Disney Television Animation, che segna il loro primo film non televisivo dai tempi di Teacher's Pet (2004), mentre Marsh e Povenmire sono i produttori esecutivi. Il film segnerà anche il primo film non televisivo della Disney ad utilizzare l'animazione 2D dai tempi di Winnie the Pooh - Nuove avventure nel Bosco dei 100 Acri (2011). Secondo Jim Bernstein, il film non è correlato ad un film cinematografico di Phineas e Ferbfilm che era in precedenza in lavorazione. Il titolo del film è stato annunciato come Phineas e Ferb: Il film - Candace contro l'Universo (Phineas and Ferb the Movie: Candace Against the Universe) il 23 agosto 2019, durante il D23 Expo del 2019. Il 27 marzo 2020, la Disney Television Animation è stata temporaneamente chiusa in risposta alla pandemia COVID-19, ma la produzione del film è continuata a distanza. Il 1º luglio 2020 è stato confermato che Bob Bowen dirigerà il film. La produzione del film è terminata ufficialmente l'11 luglio 2020.

#### Scrittura
Durante le prime tre settimane di scrittura, gli sceneggiatori hanno escogitato diverse idee per il film, ma sono state tutte scartate, poiché erano già state fatte nella serie. Alla fine arrivarono con l'idea di "una vera storia di salvataggio" in cui Candace viene catturata dagli alieni, e si stabilirono su questo, poiché la serie non ha mai avuto una storia di salvataggio, una storia in cui Candace era la protagonista, o una storia che ha messo i personaggi in "terribili rischi". Povenmire e Marsh scelgono di fare di Candace il personaggio principale del film perché sentivano che "era giunto il momento [di concentrarsi su Candace]". Povenmire e Marsh hanno detto che "[loro] volevano assicurarsi che [loro] avessero qualcosa di nuovo da dire [sui personaggi]" mentre lavoravano al film, ma ciò non "violava nessuna delle impostazioni e delle regole dei personaggi del loro mondo" Un'altra storia è stata presa in considerazione per il film, ma è stata scartata, poiché i creatori hanno ritenuto che "non fosse un buon modo per presentare [l'universo] a una nuova generazione, che è quello che [volevano] che fosse questo film", poiché era "molto più orientato verso i fan che avevano visto ogni episodio, o almeno [hanno] super familiarità con il funzionamento di questi personaggi. In un certo senso ha capovolto tutto, capovolgendolo". Secondo Povenmire, gli sceneggiatori hanno scritto una sceneggiatura prima di iniziare a creare lo storyboard del film, un processo contrario alla serie TV, che è stata scritta durante il processo di storyboard.
Povenmire descrisse la creazione dell'apertura del film come "una cosa complicata", in quanto volevano che descrivesse "la fine di una tipica giornata di Phineas e Ferb" in modo che il pubblico non familiare con la serie potesse godersi il film, "così [loro] hanno mostrato Candace che cerca di metterli in punizione e non è mai stata in grado di farlo, quanto può diventare matta e mostrare un busto che non funziona all'inizio del film". Secondo Povenmire, quattro diverse scene di apertura per il film sono state create durante il suo sviluppo, ma sono state tutte scartate, in quanto tutte ritraevano Candace in una luce negativa quando i registi "volevano che le persone fossero dalla sua parte".
Secondo Marsh, Bowen è riuscito a trovare una "soluzione creativa" ad un problema di storia all'interno del film, che inizialmente si opponeva, ma alla fine hanno accettato di utilizzarlo nel film dopo che Bowen glielo ha proposto di nuovo come un animatic. Secondo Povenmire, gli scrittori hanno scritto una sceneggiatura prima di iniziare lo storyboard del film, un processo contrario alla serie televisiva, che è stata scritta durante il processo dello storyboard. Una delle battute nel film, con Phineas ed i suoi amici che ritornano "ai loro elementi di base" prima di passare ad una scena live-action in cui Povenmire e Marsh stanno assistendo alla visione della scena, è stata originariamente scritta per il film cinematografico non prodotto. I dirigenti Disney originariamente avevano ordinato di rimuovere quella scena dal film, ma Povenmire e Marsh hanno rifiutato, ritenendo che il pubblico avrebbe reagito positivamente.

### Cast e registrazione
Durante l'annuncio del film, è stato riferito che Vincent Martella, Ashley Tisdale, Dee Bradley Baker, Povenmire, Caroline Rhea, Marsh e Alyson Stoner sono stati confermati per riprendere i loro ruoli da doppiatori dalla serie, mentre David Errigo Jr. avrebbe ripreso il suo ruolo di Ferb dalla La legge di Milo Murphy, in sostituzione del doppiatore originale Thomas Brodie-Sangster. Nel maggio 2020 Povenmire ha rivelato che Bowen farà un cameo nei panni di Trucker Ted, riprendendo il suo ruolo da La legge di Milo Murphy. Il 2 luglio 2020 è stato riportato che Ali Wong, Wayne Brady, Diedrich Bader e Thomas Middleditch si sono uniti al cast in ruoli creati per il film. Il 20 agosto 2020 Bill Farmer e Tiffany Haddish sono stati annunciati per far parte del cast, mentre Thomas Sanders si è unito al cast la settimana successiva. "Weird Al" Yankovic doveva originariamente riprendere il ruolo di Milo Murphy da La legge di Milo Murphy, ma il suo cameo è stato infine tagliato dal film finale. Tuttavia, Yankovic appare ancora nel film come un personaggio diverso. Allo stesso modo, Jack McBrayer doveva riprendere il ruolo di Irving della serie, ma la sua scena è stata cancellata dal film a causa di problemi di tempo.
Durante la pandemia COVID-19, molti membri del cast hanno dovuto registrare le loro battute dalle loro case. Il 14 giugno 2020 Martella ha detto di aver finito di registrare le sue battute. Dopo aver registrato le loro battute, i doppiatori hanno inviato i loro dialoghi ai montatori del film.

### Animazione
L'animazione del film è stata prodotta da tre studi di animazione: Snipple Animation nelle Filippine, Yearim Productions in Corea del Sud e Synergy nella Cina continentale. A causa della chiusura della Disney Television Animation in risposta alla pandemia di COVID-19, Povenmire ha aggiustato personalmente l'animazione aggiuntiva da casa sua. Il 28 maggio 2020 Povenmire e Marsh hanno affermato che la produzione del film non è stata ostacolata dalla chiusura temporanea, dal momento che gli animatori "trascorrono sempre molto tempo a disegnare a casa. Quindi la maggior parte di loro ha una configurazione piuttosto completae la maggior parte di loro hanno già la tecnologia per essere in grado di collegarsi". Tuttavia, il 24 agosto 2020, hanno affermato che dovevano "continuare a spostare le cose", dovendo trasferire il lavoro di animazione intermedio tra diversi studi d'oltremare a causa della chiusura di ogni studio in risposta alla pandemia mentre lavoravano ancora sull'animazione per il film.

## Colonna sonora
Durante il D23 Expo del 2019, Marsh e Povenmire hanno rivelato che il film conterrà "nove o dieci" canzoni originali. Nel novembre 2019 Povenmire ha dettoche la registrazione delle canzoni era già iniziata. Il 28 maggio 2020 Povenmire e Marsh hanno rivelato che Karey Kirkpatrick e Kate Micucci hanno scritto nuove canzoni per il film. Il 2 luglio 2020 è stato annunciato che Emanuel Kiriakou e Povenmire hanno scritto una nuova canzone per il film, mentre il compositore di Phineas e Ferb Danny Jacob è stato confermato a comporre la colonna sonora del film. A causa della pandemia di COVID-19, Povenmire e Marsh hanno dovuto registrare da remoto parte della musica per il film.
Il 24 luglio 2020 è stato pubblicato il primo singolo dalla colonna sonora, Such a Beautiful Day, scritto da Povenmire e Kirkpatrick e cantato da Candace. La canzone è stata aggiunta alla fine della produzione, in quanto i registi hanno ritenuto che l'apertura originale, in cui Candace ha cercato di arrestare Phineas e Ferb, era "troppo dura" per il pubblico non familiare con la serie originale e ha reso il pubblico incapace di simpatizzare con il personaggio.
Il 14 agosto 2020 è stato pubblicato il secondo singolo della colonna sonora, We’re Back, scritto da Povenmire e Marsh e cantato da Phineas, Candace e Doofenshmirtz.
L'album della colonna sonora è stato pubblicato dalla Walt Disney Records lo stesso giorno del film. Contiene 11 canzoni originali, così come la canzone Chop Away at My Heart da La legge di Milo Murphy, e brevemente ascoltata come gag nel film.
Tracce
Musiche di Danny Jacob.
1. Candace – Such a Beautiful Day – 2:07 (testo: Dan Povenmire e Karey Kirkpatrick)
2. Candace – The Universe Is Against Me – 2:22 (testo: Dan Povenmire)
3. Aaron Daniel Jacob e Laura Dickinson – Meet Our Leader – 1:10 (testo: Dan Povenmire, Kate Micucci e Martin Olson)
4. Beverly Staunton – Unsung Hero – 1:09 (testo: Dan Povenmire e Jeff "Swampy" Marsh)
5. Dr. Doofenshmirtz e Isabella Garcia-Shapiro – Adulting – 1:52 (testo: Dan Povenmire, Martin Olson e Michael Culross Jr.)
6. Sara Hudson – Girls Day Out – 1:08 (testo: Dan Povenmire e Emanuel Kiriakou)
7. Cast – This Is Our Battle Song – 1:18 (testo: Dan Povenmire, Joshua Pruett, Martin Olson e Robert F. Hughes)
8. Candace, Phineas e Cast – Us Against the Universe – 2:36 (testo: Dan Povenmire e Jeff "Swampy" Marsh)
9. Robbie Wyckoff – Silhouettes – 1:11 (testo: Dan Povenmire e Danny Jacob)
10. Candace, Phineas, Ferb e Dr. Doofenshmirtz – We're Back – 1:53 (testo: Dan Povenmire e Jeff "Swampy" Marsh)
11. Danny Jacob – Space Adventure – 0:30 (testo: Bobby Gaylor, Danny Jacob, Jeff "Swampy" Marsh, Martin Olson e Dan Povenmire)
12. Aaron Daniel Jacob – Chop Away at My Heart – 2:29 (testo: Scott Heiner, Andrew Novak, Dan Povenmire e Madison Scheckel)
13. Phineas e Isabella Garcia-Shapiro – Step Into the Great Unknown – 2:34 (testo: Dan Povenmire e Martin Olson)
14. Danny Jacob – Candace Against the Universe – 1:33
15. Danny Jacob – Cowardly Story/Fall Out of Ship – 2:54
16. Danny Jacob – Candace Rocks/Showdown – 3:11
17. Danny Jacob – Heartstrings to Hero – 2:47

Durata totale: 32:44

## Distribuzione
Il film è stato distribuito sulla piattaforma Disney+ a partire dal 28 agosto 2020.
Il giorno prima, il 27 agosto 2020, il film è stato presentato in esclusiva al D23 Gold Members.

### Edizione italiana
I doppiatori del film sono rimasti gli stessi della serie originale, con alla direzione del doppiaggio Leslie La Penna, che aveva diretto anche le ultime stagioni della serie. La direzione musicale è stata, come sempre, affidata ad Ermavilo.

## Accoglienza

### Critica
Sul sito web aggregatore di recensioni Rotten Tomatoes, il film ha un indice di approvazione del 100% basato su 18 recensioni, con una valutazione media di 7,10/10. Su Metacritic, la pellicola ha un punteggio medio ponderato di 77 su 100, basato su 6 critiche, indicando "recensioni generalmente favorevoli".
Common Sense Media ha dato al film 4 stelle su 5, affermando: "I genitori devono sapere che Phineas e Ferb: Il film - Candace contro l'Universo è un'altra serie di avventure per tutte le età. Ci sono messaggi positivi sulla famiglia, l'amicizia, il lavoro di squadra e il coraggio, così come la valorizzazione del proprio valore. La conoscenza scientifica e l'innovazione non solo forniscono la solita dose di divertimento ai fratellastri e alla loro banda, ma salvano anche Candace e Vanessa quando vengono rapite dagli alieni. Anche il dottor Doofenshmirtz questa volta è dalla parte dei ragazzi. C'è la violenza dei cartoni animati che include una pianta che emette spore che controllano la mente, bambini che vengono sballottati ed espulsi ed atterrano su astronavi e razzi, bambini che vengono rapiti o inseguiti e minacciati dagli alieni, Il Dr. D ha accidentalmente dato fuoco al suo edificio e caduto da una scogliera, e ci sono alieni che esplodono o vengono mangiati da altre creature. Nel film si sentono "freak" ("mostro") e "butt" ("culo"). I bambini potrebbero essere attratti da più episodi di Phineas e Ferb e anche al merchandising dopo aver visto questo film".
David Ehrlich di IndieWire ha dato al film una "B", definendolo "intelligente, divertente e pieno di vita". Dan Koi di Slate ha notato l'appello multi-generazionale della serie originale e ha elogiato l'attenzione del film su Candace, dicendo: "Questi buffi eroi non crescono mai, ma il loro nuovo film è perfetto per un pubblico che lo è." Gwen Ihnat di The A.V. Club ha dato al film una "B", dicendo che il film non è privo di difetti, dicendo che "anche un film medio di Phineas e Ferb è gradito..." Anche Jen Chaney di Vulture ha dato al film una recensione positiva, definendolo un "lavoro di commedia a cartoni animati adatto ai bambini e agli adulti che è costantemente delizioso ed intelligente come la serie è sempre stata".

## Potenziale sequel
Il 20 agosto 2020 Povenmire e Marsh hanno rivelato che ci sono stati colloqui per un terzo film di Phineas e Ferb.